# 三条市体育文化会館
三条市体育文化会館（さんじょうしたいいくぶんかかいかん）は、新潟県三条市に存在する、スポーツ・文化および交流機能を備えた複合施設である。2019年12月1日に開館した。

## 概要

### 建設の経緯
当館が立地する場所にはもともと三条市体育文化センターと三条市総合体育館があったが、1972年にオープンし1977年に閉鎖された民間ボウリング場「三条ミナミボウル」の建物を改修して1979年に供用開始された三条市体育文化センターは2015年の耐震診断で危険と判断され、同年12月1日から原則利用を中止していた。また三条市総合体育館も1979年の供用開始から年月が経ち老朽化が進んでいた。こうした状況から両施設の機能を合わせた複合施設の建設が決まり、両施設を解体した跡地に建設されたのが当施設である。

### 施設
音楽や演劇などの会場になる約500席のマルチホール、バレーボールコート3面分の広さを持つアリーナのほか、多目的練習場やマルチルーム、交流スペースなどが設けられている。

## 交通
- JR弥彦線 北三条駅から北西へ徒歩約10分。